# 哈霍省

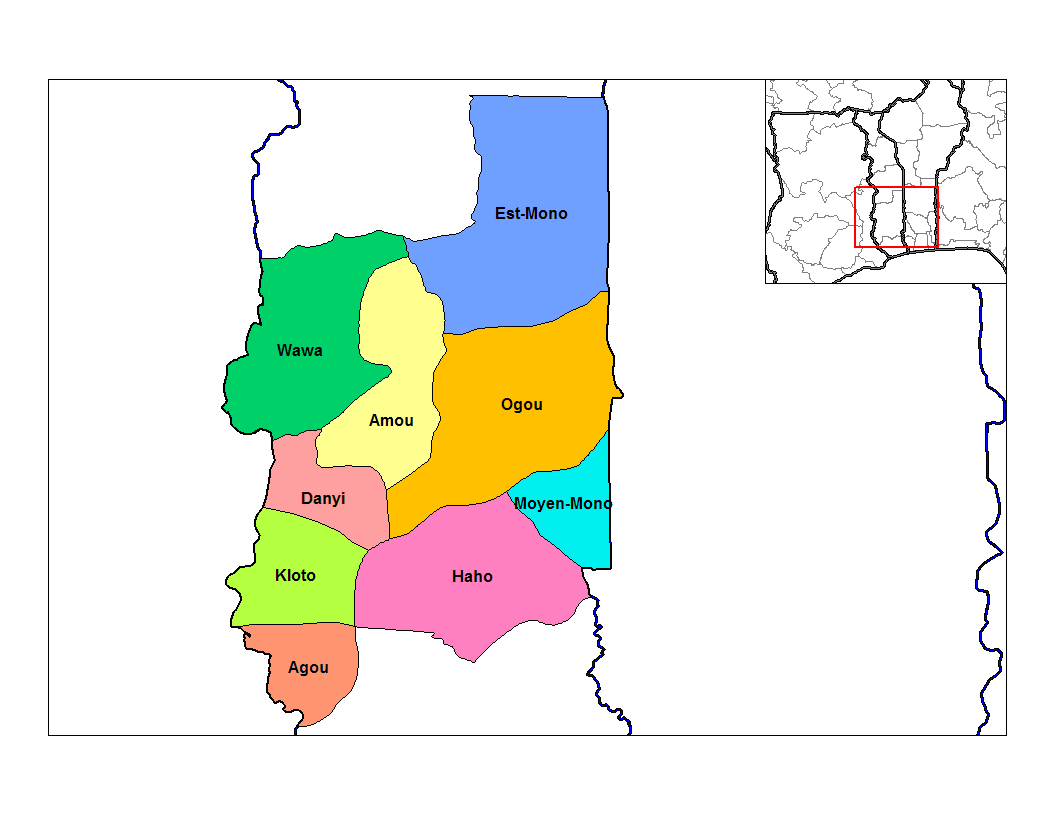

6°57′N 1°10′E / 6.950°N 1.167°E
哈霍省（法語：Préfecture du Haho），是多哥的30個省份之一，位於該國中南部，由高原區負責管轄，首府設於諾策，面積3,034平方公里，2010年人口247,817，人口密度每平方公里81.7人。